# Plik wsadowy
Plik wsadowy, plik bat (ang. batch file) – rodzaj skryptów głównie w systemach DOS i Windows, zapisywane jako pliki z rozszerzeniem „.bat” oraz „.cmd”. Pliki te wykonywane są poprzez odpowiedni interpreter poleceń – początkowo przez command.com, a od Windows NT przez cmd.exe.

## Skrypty i tryb wsadowy
Program komputerowy wykonywany w trybie wsadowym to program wykonywany bez wpływu użytkownika na przebieg programu (bez interakcji). Pliki wsadowe w systemach Microsoftu, chociaż mogą zostać wykonane w trybie wsadowym, to sam język umożliwia uruchamianie programów, które umożliwiają interakcję z użytkownikiem.

## Zastosowanie i ograniczenia
Pliki wsadowe nie wymagają interfejsu graficznego i są uruchamiane w trybie tekstowym, albo z wiersza poleceń trybu graficznego. W systemie Windows mogą być także uruchamiane z wiersza poleceń zredukowanego do okna Uruchom w menu Start lub eksploratora Windows przez uruchomienie pliku.
Wynik działania programu wsadowego może być zapisany do pliku, wyprowadzony (wyświetlony) na ekran, może być wprowadzony jako zmiana w rejestrze systemu Windows lub przekazany do innego programu przy przetwarzaniu potokowym. Pliki wsadowe mogą ułatwiać zautomatyzowanie niektórych zadań. Takimi zadaniami jest np. wykonywanie powtarzających się zadań administratora systemu, czy wykonywanie zadań w harmonogramie zadań.
Interpreter cmd.exe (który jest odpowiedzialny za wykonywanie skryptów .BAT) otwiera plik ze skryptem, odczytuje, zapamiętuje pozycję, zamyka plik i wykonuje polecenie. Tak może się dziać nawet dla każdej kolejnej linii skryptu (z wyjątkiem wyrażeń w nawiasach) i może to powodować dziwne efekty jeśli plik wsadowy zmieni się w trakcie wykonywania poleceń. Takie zachowanie jest również nieefektywne jeśli dostęp do dysku ze skryptem jest wąskim gardłem.

## Przykłady

### Przykładowe polecenia plików wsadowych
Przykładowe komendy wsadowe, będące poleceniami powłoki systemowej systemu MS-DOS i Microsoft Windows:
- ECHO – wyświetlanie tekstu na ekranie,
- SET – tworzenie zmiennej bądź modyfikacja istniejącej,
- CLS – wyczyszczenie okna konsoli,
- COPY – kopiowanie pliku,
- DEL – usuwanie pliku,
- RMDIR – usuwanie katalogu,
- MKDIR – tworzenie katalogu,
- DIR – wyświetlanie listy plików i katalogów,
- TYPE – wyświetlanie zawartości pliku,
- REM – dodanie jednowierszowego komentarza.

Na stronie internetowej Microsoftu można znaleźć dokumentację wszystkich poleceń w systemach Windows Server.

### Przykładowe pliki wsadowe
Przykładowy program wsadowy systemu MS-DOS lub Windows, w tym przykładzie wyświetlający napis „Hello World”, wygląda następująco:
```
@
echo
 off

echo
 Hello World

pause

```

Przykładowy skrypt proszący o podanie imienia i wypisujący stosowny komunikat wraz z komentarzem:
```
@
echo
 off

set
 
/p
 
imie
=
Jak masz na imię?

rem To jest komentarz i nie ma wpływu na działanie programu

echo
 Witaj, 
%imie%
.

pause

```

i wynik jego działania:
```
Jak masz na imię? Michał
Witaj, Michał.
Aby kontynuować, naciśnij dowolny klawisz . . .
```

Przykład ten demonstruje możliwość pobierania danych od użytkownika nie tylko poprzez parametry, ale także w czasie trwania wykonywania skryptu. Możliwość taka istnieje w Windows NT.
Przykładowy skrypt tworzący folder o nazwie „test”, a następnie usuwający go.
```
@
echo
 off

mkdir
 test

rmdir
 test

exit

```

## Implementacje
Interpreterem komend (powłoką systemową) w systemach MS-DOS i Windows z rodziny 9x jest program command.com. W późniejszych systemach Windows z linii NT (Windows NT, 2000, XP, 2003, Vista itd.) interpreterem jest cmd.exe. W nowych wersjach systemu Windows co prawda aplikacja konsoli, to conhost.exe, ale cmd.exe pozostało tym, co uruchamiają użytkownicy, aby przejść do klasycznego wiersza poleceń w systemach Microsoft Windows.
Program 4DOS firmy JP Software umożliwiał wykonywanie plików wsadowych z Windowsa, ale również wprowadziło swoje rozszerzenia. W szczególności wprowadzili pliki z rozszerzeniem „.btm” (z ang. batch to memory), które ładowały cały plik do pamięci, co miało przyśpieszać pracę takich skryptów.
Wsparcie dla plików wsadowych pojawiło się również w OS/2, który firma IBM tworzyła z Microsoftem. Natomiast bardziej niezależna implementacja pojawiła się w ReactOS.